# Mister Olympia 1991
El Mister Olympia 1991 fue la 27.ª edición de la competición profesional de fisicoculturismo, organizada por la Federación Internacional de Fisicoculturismo.
El concurso se realizó en por primera vez en la ciudad de Orlando (Florida), Estados Unidos.

## Desarrollo
Para este año Haney figuraba como el máximo vencedor, sin embargo, el británico Dorian Yates también partía como uno de los grandes rivales a vencer, en parte, por su volumen muscular.
Los jueces vieron una gran rivalidad entre el americano y el británico. Según la crítica, Yates presentaba mejor físico que Haney, pero finalmente se decantaron por el americano, en parte, por su experiencia y trayectoria en el certamen. Al final, fue una decisión muy justa, tanto, que solo hubo una diferencia de 3 puntos en la clasificación final. Se calificaron cuatro rondas, de ellas, tres fueron a favor de Haney y solo una de Yates.

## Ganador
El ganador del certamen fue el culturista estadounidense Lee Haney, coronándose por octava y última vez. De esta manera, Haney se convertía en el primer culturista en ganar ocho veces el torneo, dejando un precedente en la historia del Mister Olympia. Hasta ese momento fue el culturista con más títulos en la competición, superando al austriaco Arnold Schwarzenegger, ganador de 7 torneos.
Haney decidió retirarse definitivamente de las competiciones para fisicoculturistas una vez obtenido el récord de más títulos. Dos años después de su retiro, decidió emprender como empresario y asesor de adecuación física, trabajando con varios deportistas conocidos como Shawn Bradley y Gary Sheffield.
| Posición | Premio   | Culturista   | Total |
| -------- | -------- | ------------ | ----- |
| 1        | $ 75 000 | Lee Haney    | 5     |
| 2        | $ 50 000 | Dorian Yates | 8     |
| 3        | $ 30 000 | Vince Taylor | 13    |
| 4        | $ 25 000 | Lee Labrada  | 16    |
| 5        | $ 17 000 | Shawn Ray    | 18    |